# Akelius
Akelius Residential Property AB, gegründet im Jahr 1994, bis zum Frühjahr 2014 Akelius Fastigheter genannt, ist ein börsennotiertes schwedisches Immobilienunternehmen. Es ist in England, Kanada, den Vereinigten Staaten und Frankreich aktiv und unterhält über 19.000 Wohnungen an neun Standorten – darunter New York, Boston, Washington D.C., Austin, Toronto, Montreal, Ottawa, Quebec City, Paris und London. Es zählt zu den größeren Immobilienunternehmen in Europa, mit einem gesamten Immobilienwert von über 11 Mrd. Euro (2017) und Mieteinnahmen von rund 270 Mio. Euro.
Gründer des Unternehmens ist Roger Akelius.

## Geschäftsmodell
Das aktuelle Geschäftsmodell von Akelius konzentriert sich auf Immobilien mit geringem Renovierungs- und Investitionsbedarf, die vom ersten Tag an einen positiven Cashflow erwirtschaften. Green Buildings und Gebäude, die das Potenzial haben, zu Green Buildings zu werden, rücken ebenfalls in den Fokus.

Das frühere Geschäftsmodell fokussierte sich auf den Einkauf von Wohnungen im großen Stil in Ballungszentren, um diese dann sukzessiv – bei Mieterwechsel – auf ein hohes Ausstattungsniveau zu sanieren und zu erhöhten Mietpreisen wieder auf dem Immobilienmarkt anzubieten. Auf Kritik gegenüber diesem Geschäftsmodell erläuterte Firmengründer Akelius in einer im schwedischen Fernsehen veröffentlichten Dokumentation aus dem Dezember 2018: 
„Entweder Sie wählen das Warteschlangensystem (bostadskösystem) und wir subventionieren alle Wohnungen im Zentrum oder Sie wählen den Markt, um zu entscheiden, wie hoch die Preise an verschiedenen Orten sein sollen, es gibt zwei verschiedene Systeme, bei denen die Frage Sie dem Premierminister stellen und nicht mir. […] [I]ch kann nichts tun. […] Wir messen, wo wir das beste Geschäft machen können, wo wir den meisten Menschen bestmöglich helfen können. […] Militärkasernen zu einem niedrigen Preis zu bauen, ist überhaupt nicht unsere Branche.“
Auf das Anfang 2020 verabschiedete Gesetz zur Deckelung von Mieten (Mietendeckel) in Berlin reagierte das Unternehmen in seinen neuen Mietverträgen mit einer Sonderpassage. Neben der offiziellen Kaltmiete wird alternativ eine teilweise fünfmal höhere Miete aufgeführt. Diese sogenannte „Schattenmiete“ wäre rückwirkend zu entrichten, falls das Gesetz keinen Bestand haben sollte. Weiterhin hat das Unternehmen angekündigt, Liegenschaften an die im Oktober 2020 gegründete Tochtergesellschaft A.B.R. 58 GmbH & Co. KG zu übertragen.
Im Jahr 2021 unterzeichnete Akelius einen Vertrag zum Verkauf von 17.600 Wohnungen in Berlin und Hamburg an Heimstaden.

## Unternehmensgeschichte im Überblick
1994 erwarb das Unternehmen die ersten Wohnimmobilien in den schwedischen Städten Helsingborg, Göteborg und Trollhättan. Das Unternehmen erlebte im Jahr 2001 ein schnelles Wachstum, als es Immobilien im Wert von SEK 3 Milliarden erwarb. Akelius Residential Property AB erwarb 2006 seine ersten Immobilien außerhalb Schweden, in Berlin und Hamburg. 2007 spendete Roger Akelius seine Anteile an Akelius Apartment Ltd an die Akelius Foundation, die indirekt zum Haupteigentümer des Unternehmens wurde. Das Unternehmen expandierte in den Jahren nach dem Eigentümerwechsel weiter mit Akquisitionen in Toronto, London, Paris, Montreal, New York, Boston, Washington und Kopenhagen. Im Jahr 2021 verkaufte Akelius Residential Property AB alle seine Immobilien in Skandinavien und Deutschland, um sich auf andere Märkte zu konzentrieren. Ende 2021 und 2022 erwarb das Unternehmen seine ersten Immobilien in Austin, Quebec City und Ottawa.

## Akelius Stiftung
Hauptaktionär der Akelius Residential Property AB ist die Akelius Stiftung mit 85 Prozent. Die Stiftung ist als gemeinnützige Stiftungsorganisation auf den Bahamas registriert und in der Offshore-Leaks-Datenbank des ICIJ gelistet. Die Akelius-Stiftung trat in der Vergangenheit als Spender für UNICEF, SOS-Kinderdörfer und andere Wohltätigkeitsorganisationen in Erscheinung.
Die Akelius Foundation wurde 2007 durch Roger Akelius gegründet, der 85 Prozent der Akelius Residential Property AB als Stiftungskapital einbrachte. Der gesamte Wert der Spenden von Roger Akelius an die Akelius Foundation beläuft sich auf ca. 8 Milliarden Euro.
Die Akelius-Stiftung engagiert sich für bedürftige Kinder, Flüchtlinge, Menschen, die unter staatlichen Maßnahmen leiden oder medizinische Versorgung benötigen. Die Stiftung entwickelt außerdem Sprach- und Mathematikkurse für Schüler in Zusammenarbeit mit UNICEF. Die Kurse werden in Flüchtlingslagern auf der ganzen Welt eingesetzt und mittlerweile von über 3.200 Lehrer über UNICEF und UNHCR genutzt.
Von 2017 bis 2022 hat die Akelius Stiftung 125 Millionen Euro an UNICEF, SOS-Kinderdörfer, Ärzte ohne Grenzen und UNHCR gespendet. In Kooperation mit SOS-Kinderdörfern setzt die Stiftung derzeit vier Projekte um – jeweils mit einer Laufzeit von 25 Jahren und einer Fördersumme von 100 Millionen SEK.
Nach dem Überfall Russlands auf die Ukraine startete die Stiftung im März 2022 eine Kampagne, um alle schwedischen Spenden an UNICEF und UNHCR zu verdoppeln. Dabei kamen 1,7 Milliarden SEK zusammen, von denen die Stiftung bislang 700 Millionen SEK spendete.